# Jakob-Brucker-Gymnasium
Das Jakob-Brucker-Gymnasium ist das sprachliche, humanistische und naturwissenschaftlich-technologische staatliche Gymnasium in der Stadt Kaufbeuren in Bayern. Es ist nach Johann Jakob Brucker benannt. Schulträger ist die Stadt Kaufbeuren.

## Geschichte
Im Jahr 1906 wurde aus der Lateinschule Kaufbeuren das Königliche Progymnasium. Am 18. September 1906 nahm dieses den Schulbetrieb mit 61 Schülern und 5 Lehrern auf. Die Schule befand sich zu diesem Zeitpunkt noch in der Prinzregentenstraße 2 in Kaufbeuren. 1939 erhielt die Schule die Bezeichnung Deutsches Schulheim Kaufbeuren. Nach dem Einmarsch amerikanischer Truppen wurde die Schule zunächst am 27. April 1945 bis zum 4. Dezember 1945 geschlossen. 1948 wurde die Schule zur Oberrealschule mit Gymnasium.
1955 einigte sich der Stadtrat auf einen Neubau der Schule. Der heutige „Altbau“ an der Neugablonzer Straße 40 wurde 1958 errichtet. 1961 wurde die Schülerzeitung Zeigefinger gegründet, die bis heute existiert. Ab 1965 trug die Schule den Namen Staatliches Gymnasium Kaufbeuren und die Schülerzahl stieg stetig. Daher wurde der Bau eines zweiten Gebäudes beschlossen, 1973 wurde der heutige „Neubau“ an der Neugablonzer Straße 38 gebaut. Den heutigen Namen Jakob-Brucker-Gymnasium trägt die Schule seit 1998. 2006 wurde das 100-jährige Bestehen des Gymnasiums gefeiert.
2007 wurde das Schulgelände um eine Mensa erweitert, die neben dem Speisesaal auch Gruppenräume bietet. 2019 wurde das Technikum eröffnet, ein Gebäude zwischen „Altbau“ und „Neubau“, das moderne Unterrichtsräume für Fächer wie Biologie, Chemie und Physik bietet.
Im August 2017 begannen umfangreiche Sanierungsarbeiten am „Neubau“ der Schule. 2023 waren die Umbauarbeiten abgeschlossen.

## Lage & Gebäude
Das Gymnasium liegt zentral in Kaufbeuren und ist nur ca. einen Kilometer vom Rathaus Kaufbeuren entfernt. In unmittelbarer Nähe befindet sich die Jörg-Lederer-Mittelschule und die Private Wirtschaftsschule Frenzel. Die Schüler kommen aus dem kompletten Stadtgebiet Kaufbeurens (Oberbeuren, Neugablonz, Kemnat, Hirschzell). Des Weiteren gehören viele kleinere Ortschaften um Kaufbeuren (Dösingen, Irsee etc.) zum Einzugsgebiet.
Im Hauptgebäude (sog. „Neubau“) befindet sich unter anderem die Verwaltung. Das Technikum befindet sich neben dem Hauptgebäude und besteht aus Fachräumen für naturwissenschaftliche Fächer. Direkt am Technikum ist die Mensa gelegen, die einen Speiseraum, Küche und mehrere Gruppenräume bietet. Der Klassentrakt (sog. „Altbau“) war das ursprünglich erste Gebäude an dem Standort. Hier befinden sich hauptsächlich die Klassenzimmer. Daneben bietet das Schulgelände zwei Einzelturnhallen, eine Doppelturnhalle, eine Doppel-Beachvolleyballanlage und einen Sportplatz.

## Besonderheiten
Die Schule bietet eine Schulbücherei, die an die Stadtbücherei Kaufbeuren angebunden ist. Es finden Schüleraustausche mit Schulen in Jablonec nad Nisou (Tschechien), Bordeaux (Frankreich) und Phoenixville (Pennsylvania, USA) statt. Seit dem Schuljahr 2015/2016 wird ein eigenes Hausaufgabenheft, der so genannte JBG-Schulplaner, hergestellt. Die Schule unterhält eine Theatergruppe und verschiedene musikalische Ensembles. Auf dem Tänzelfest ist die Schule beim historischen Lagerleben mit einem Stand vertreten (sogenanntes Brucker-Lager). Es gibt eine Robotik-AG sowie die Schülerzeitung Zeigefinger.

## Persönlichkeiten

### Bekannte Lehrer
- Jakob Knab (* 1951), ehemaliger Lehrer bis 2015
- Wolfgang Zenkner (* 1954), ehemaliger Lehrer

### Bekannte Schüler
- Bernhard Pohl (* 1964), Politiker
- Joachim Feldmeier (* 1949), Künstler
- Philipp Ungeheuer (* 1986), Schauspieler